# Declaració d'Independència d'Israel
La Declaració d'Independència d'Israel (hebreu: הכרזת העצמאות, Hakhrazat HaAtzma'ut o מגילת העצמאות Megilat HaAtzma'ut), que va tenir lloc el 14 de maig de 1948 (5 de yar de 5708), el dia anterior que hagués d'expirar el Mandat Britànic, va ser anunciat per David Ben-Gurion, el Cap Executiu de l'Organització Sionista Mundial i president de l'Agència Jueva per Palestina que el nou estat jueu anomenat Estat d'Israel havia estat formalment establert en la zona coneguda com el Mandat Britànic de Palestina i a la terra on, a l'antiguitat, havien estat els regnes d'Israel i Judà.
Aquesta diada és anualment celebrada a Israel amb una Diada Nacional anomenada Yom ha-Atsmaüt (hebreu: יום העצמאות literalment Dia de la Independència), celebrat el 5 d'Iar de cada any, d'acord amb el calendari jueu.

## Rerefons
Si bé la possibilitat d'una pàtria jueva a Palestina havia estat l'objectiu de les organitzacions sionistes des de finals del segle xix, no va mencionar-se a l'informe històric de la regió fins a la carta que Arthur Balfour, ministre d'Assumptes Exteriors del govern del Regne Unit, va enviar al cap de la comunitat jueva britànica, Walter Rothschild, en la qual Balfour afirmà el què es coneix com la Declaració Balfour de 1917:
| « | El govern de Sa Majestat veu amb favor l'establiment a Palestina d'una llar nacional per al poble jueu, i hi farà els seus millors esforços per facilitar l'èxit d'aquesta empresa, en l'enteniment que no es farà res que pugui perjudicar els drets civils i religiosos de les comunitats no-jueves existents a Palestina, o els drets i l'estatus polític dels jueus a qualsevol altre país | » |

Amb el final de la Primera Guerra Mundial, la Gran Bretanya va rebre un mandat sobre la regió coneguda com a "Palestina", que havia estat conquerida als otomans. El 1936 la Comissió Peel suggerí partir el Mandat Palestí en un estat jueu i un altre àrab, però va ser rebutjat com a impracticable pel govern i va ser usat en part per culpar la revolta àrab de 1936-39.

Pla de partició de les Nacions Unides.

Davant de l'increment de la violència després de la Segona Guerra Mundial, els britànics ho lliuraren a les Nacions Unides. El resultat va ser la Resolució 181, un pla de partició per dividir Palestina entre jueus i àrabs. L'estat jueu havia de rebre al voltant del 56% de la zona del Mandat de Palestina, abastant un 82% de la població jueva, tot i que serien separats de Jerusalem, designada com una zona que seria administrada per les Nacions Unides. El pla va ser acceptat per la majoria de la població jueva, però rebutjat per la majoria de la població àrab. El 29 de novembre de 1947, el pla va ser sotmès a la votació de l'Assemblea General de les Nacions Unides, i el resultat va ser 33 a 13 a favor del pla, amb 10 abstencions. Els països àrabs (els quals tots votaren en contra) proposaren que el Tribunal Internacional de Justícia realitzés una investigació sobre la competència de l'Assemblea General per dividir un país contra la voluntat de la majoria dels seus habitants, però de nou tornaren a ser derrotats. La divisió havia de tenir lloc com a part de la retirada britànica del territori (però no més tard de l'1 d'agost de 1948), tot i que els britànics es negaren a implementar el pla, argumentant que era inacceptable per a ambdós bàndols.

### Estipulacions de les Nacions Unides
La resolució de les Nacions Unides sobre "El Futur Govern de Palestina" contenia tant un pla de partició i un Pla de Protecció de Minories. Situava les minories, les dones i els drets religiosos sota la protecció de les Nacions Unides i del Tribunal Internacional de Justícia. El pla preveia garanties específiques sobre els drets humans fonamentals. Els nous estats havien de reconèixer els drets estipulats a la Declaració, que d'acord amb el precedent era equivalent a un tractat. La resolució constatava que les estipulacions contingudes a les declaracions són reconegudes com a lleis fonamentals de l'Estat, i cap llei, regulació o acció oficial entrarà en conflicte o interferirà amb aquestes estipulacions; i cap llei, regulació o acció oficial prevaldrà sobre elles. La resolució també proposava que la Constitució de cada estat havia d'incloure els drets continguts a la Declaració.
A les audiències prèvies el Comitè Polític es considerà l'aplicació d'Israel per pertànyer a les Nacions Unides, Abba Eban va dir que els drets estipulats a la Declaració C, als capítols 1 i 2 de la resolució 181(II) de les Nacions Unides havia estat al·ludida a la llei fonamental de l'estat d'Israel com proposat per la resolució. Els instruments que citava eren la Declaració de l'Establiment de l'Estat d'Israel, i van dirigir-se diversos telegrames i cartes de confirmació al Secretari General. Les explicacions de Mr. Eban i les garanties d'Israel van ser anotades al text de la Resolució 273 (III) de l'Assemblea General sobre l'Admissió d'Israel com a membre de les Nacions Unides, de l'11 de maig de 1949.

### Esbossant el text
El primer esborrany de la declaració va ser fet per Zvi Berenson, el conseller legal del sindicat de comerç i posteriorment membre del Tribunal Suprem d'Israel, a petició de Pinhas Rosen. Un segon esborrany revisat va ser fet per 3 advocats, A. Beham, A. Hintzheimer i Z.E. Baker, i va ser expressat per un comitè incloent David Remez, Pinhas Rosen, Haim-Moshe Shapira, Moshe Sharett i Aharon Zisling. Un segon comitè es reuní, incloent-hi figures com David Ben-Gurion, Yehuda Leib Maimon, Sharett i Zisling produïren el text final

### Votació al Minhelet HaAm
El 12 de maig, el Minhelet HaAm (hebreu: מנהלת העם; literalment Administració del Poble) va ser convocat per votar sobre la declaració d'independència. Tres dels membres estaven desapareguts: Yehuda Leib Maimon i Yitzhak Gruenbaum estaven detinguts a una Jerusalem assetjada, i Yitzhak-Meir Levin era als Estats Units.
La trobada s'inicià a les 13:45 i acabà després de mitjanit. La decisió estava entre acceptar la proposta americana o declarar la independència. La darrera opció va ser posada en votació, amb sis dels deu membres presents votant a favor:
- A favor: David Ben-Gurion, Moshe Sharett (Mapai), Peretz Bernstein (Sionistes generals), Haim-Moshe Shapira (Ha-Poel ha-Mizrahí), Mordechai Bentov, Aharon Zisling (Mapam).
- En contra: Eliezer Kaplan, David Remez (Mapai), Pinhas Rosen (Nou Partit Aliyah), Bechor-Shalom Sheetrit (Comunitats Sefardita i Oriental).

Chaim Weizmann, president de l'Organització Sionista Mundial, i que poc temps després seria el primer president d'Israel, aprovà la decisió, després de, segons s'explica, preguntar "Què esperen, els idiotes?"

### Redactat final
L'esborrany final va ser sotmès a l'aprovació a una reunió del Moetzet HaAm (מועצת העם) a l'edifici Jewish National Fund de Tel-Aviv el 14 de maig. La reunió començà a les 13:50 i acabà a les 15:00, una hora abans que s'esperés que es fes la declaració, i malgrat desacords durant les discussions, amb un vot unànime a favor del text final.
Durant el procés va haver-hi dos debats principals, centrats en les fronteres i la religió. Sobre el tema de les fronteres, l'esborrany original havia declarat que els límits serien els que es decidissin al pla de partició de les Nacions Unides. Aquesta opinió era seguida per Rosen i per Bechor-Shalom Sheetrit, però Ben-Gurion i Zisling s'hi oposaven. Ben-Gurion afirmà al respecte "Nosaltres acceptarem la resolució de les Nacions Unides; però els àrabs no. S'estan preparant per fer-nos la guerra. Si els derrotem i capturem la Galilea occidental o els dos costats de la carretera de Jerusalem, aquestes zones seran part de l'estat. Per què hem d'obligar-nos a acceptar unes fronteres que en qualsevol cas els àrabs no acceptaran?" La inclusió de la designació de fronteres al text va caure després que el govern provisional d'Israel, el Minhelet HaAm, votés 5-4 en contra. Els revisionistes volien un estat jueu a les dues ribes del riu Jordà (incloent-hi la Transjordània), i volien que s'inclogués la frase "dins dels seus límits històrics", però sense èxit.
La segona gran qüestió va ser sobre la inclusió de Déu en la darrera secció del document; car l'esborrany emprava la frase "i situant la nostra confiança en el Totpoderós". Els dos rabbis, Shapira i Yehuda Leib Maimon, en van demanar la inclusió, dient que no es podia ometre, amb Shapira donant suport a l'expressió "Déu d'Israel" o "el Totpoderós i Redemptor d'Israel". Va haver de fer front a una gran oposició de Zisling, un membre del secularista Mapam. Al final s'emprà la frase Roca d'Israel, que podia emprar-se tant per referir-se a Déu, a la terra de l'Eretz Israel, amb Ben-Gurion afirmant "Cadascun de nosaltres, en la seva forma, creu en la 'Roca d'Israel' com ell la concep. M'agradaria demanar una cosa: no feu que s'hagi de votar aquesta frase." Tot i que Zisling seguí oposant-s'hi, la frase s'acceptà sense votació.
En la reunió del 14 de maig, diversos membres més del Moetzet HaAm suggeriren noves addicions al document. Meir Vilner volia denunciar el Mandat Britànic, però Sharett considerà que estava fora de lloc. Meir Argov insistí per fer menció als Camps de persones desplaçades a Europa per garantir la llibertat idiomàtica. Ben-Gurion es mostrà d'acord, però remarcà que l'hebreu havia de ser l'idioma principal de l'estat.
Els redactors també havien de decidir sobre el nom del nou estat: Eretz Israel, Ever (del nom Eber), Judea i Mont Sió estaven entre les propostes, igual que Ziona, Ivriya o Herzliya. Judea i Sió van ser descartats perquè, d'acord al pla de partició, Jerusalem (Sió) i la major part de les muntanyes de Judea quedarien fora del nou estat. Ben-Gurion proposà "Israel" i va ser acceptat en una votació per 6-3.
El debat sobre el nom no acabaria totalment fins després que es fes la declaració. El signatari Meir David Loewenstein després es lamentaria que "ignorà el nostre dret a l'Eretz Israel, que es basa en la promesa de Déu a Abraham, el nostre pare, i les repetides promeses de la Tanach. Ignora l'aliya del Ramban i els estudiants del Vilna Gaon i el Ba'al Shem Tov i els [drets dels] jueus que van viure al 'Vell Yishuv'."

## La cerimònia de la Declaració

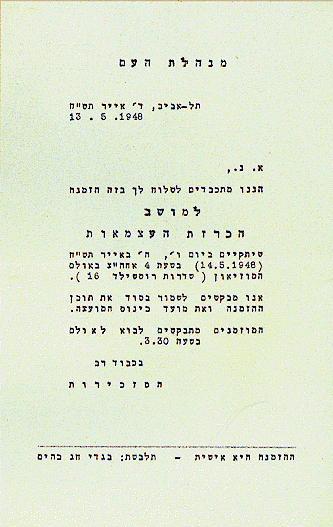
La invitació a la cerimònia, amb data 13 de maig de 1948.

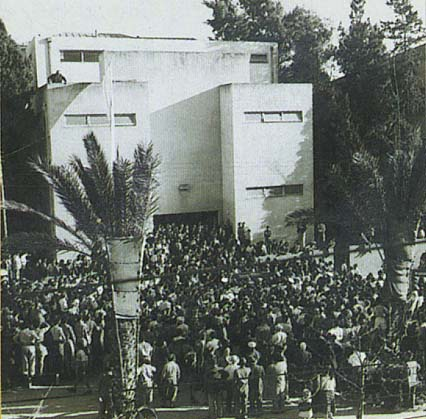
Una munió de gent fora del Museu de Tel-Aviv per escoltar la Declaració.

La cerimònia per declarar la independència va tenir lloc al Museu de Tel-Aviv (avui la Sala de la Independència), però no va ser molt publicitat car es temia que les autoritats britàniques poguessin intentar evitar-ho o que els exèrcits àrabs poguessin iniciar la invasió abans del que s'esperaven. El matí del 14 de maig s'enviaren les invitacions per missatger, dient als receptors que hi anessin a les 15:30 i que ho mantinguessin en secret. La cerimònia començà a les 16:00 (una hora triada per no trencar el sabbath) i va ser retransmesa en directe per la nova emissora de ràdio, Kol Yisrael. Va ser la seva primera transmissió de la ràdio.
El text final de la declaració va ser mecanografiat a l'edifici del Jewish National Fund, després de ser aprovat el dia anterior. Ze'ev Sherf, que es trobava a l'edifici per tal de lliurar el text, havia oblidat d'aconseguir transport per a ell mateix. Finalment va aturar un cotxe i demanar al conductor (que conduïa un cotxe apropiat sense llicència) de portar-lo a la cerimònia. La petició de Sherf va ser refusada, però aconseguí convèncer el conductor perquè el portés. El cotxe va ser aturat per un policia per excés de velocitat mentre conduïa per la ciutat car no se li havia facilitat un passi després que li expliqués que estava retardant la declaració d'independència. Sherf arribà al museu a les 15:59.
A les 16:00, Ben-Gurion inicià la cerimònia colpejant la seva maça sobre la taula, provocant que es comencés a cantar la Hatikvah, que poc després es convertiria en l'himne nacional d'Israel, per part dels 250 convidats. A la paret darrera del podi penjava un retrat de Theodor Herzl, el fundador del sionisme modern, i dues banderes, que es convertiria en la bandera d'Israel oficial.
Després de dir al públic "No els llegiré el rotlle de l'Establiment de l'Estat, que ha passat la seva primera lectura pel Consell Nacional", Ben-Gurion procedí a llegir la declaració, trigant 16 minuts, acabant amb les paraules i demanant al Rabbi Fishman que recités la benedicció del Shehecheyanu.
La cerimònia sencera de la declaració va ser enregistrada i retransmesa per l'emissora de ràdio Kol Yisrael (Veu d'Israel).

### Signataris

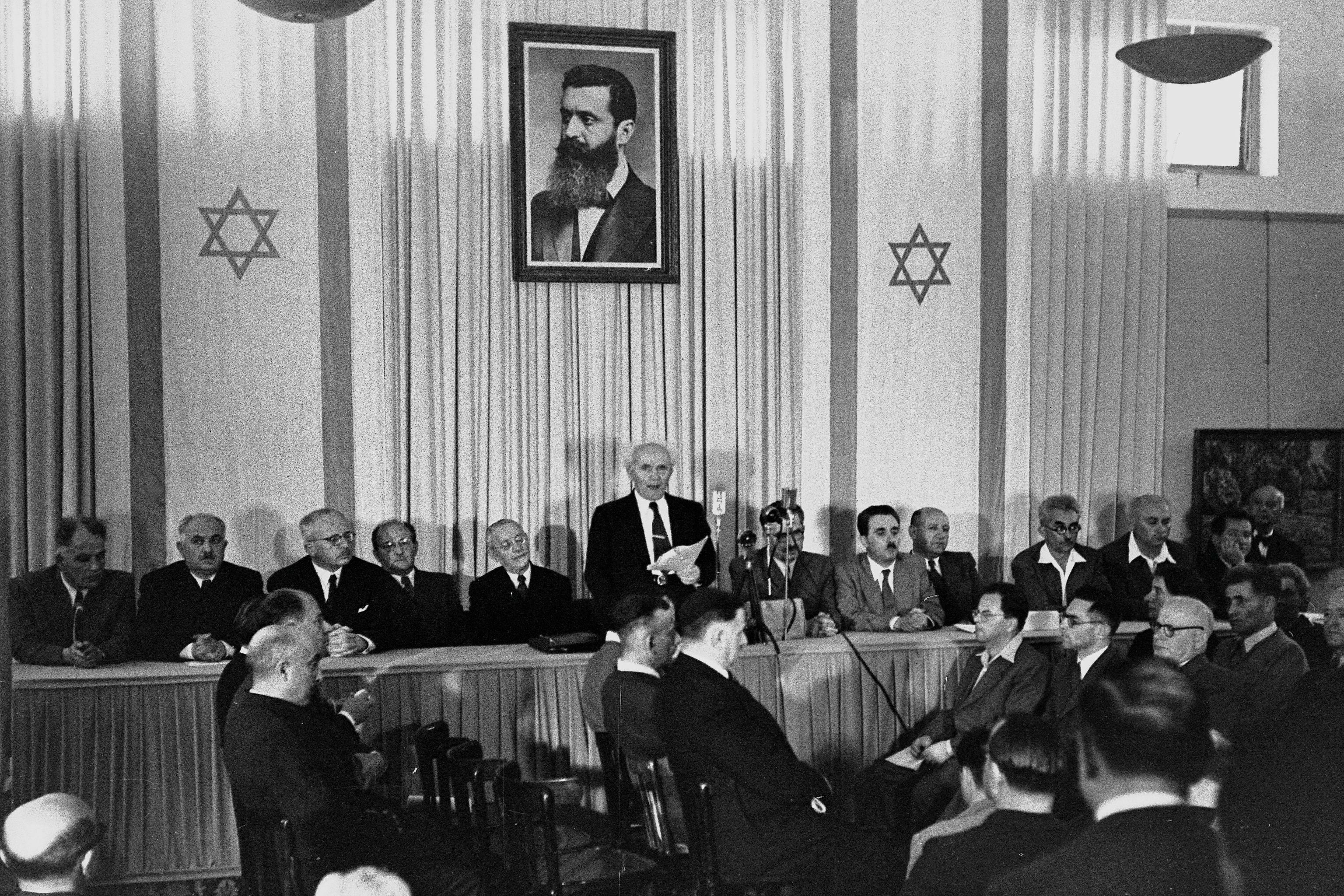
David Ben-Gurion (el primer Primer Ministre d'Israel) pronunciant la Declaració de l'Estat d'Istael, sota un gran retrat de Theodor Herzl, fundador del sionisme polític moder, a l'antic edifici del Museu d'Art de Tel-Aviv a Rothshild St. La sala, que no estava encara finalitzada, va ser preparada per Otte Wallish.

Com a líder del Yixuv, David Ben-Gurion va ser el primer a signar. Estava previst que la declaració fos signada pels 37 membres del Moetzet HaAm. Però 12 no hi van poder assistir (11 es trobaven assetjats a Jerusalem i un es trobava a l'estranger). Els 25 restants van ser cridats en ordre alfabètic per signar, deixant espais per aquells que es trobaven absents. Tot i que es deixà un espai entre les signatures de Eliyahu Dobkin i de Meir Vilner, Zerach Warhaftig signà al capdamunt de la columna següent, deixant per a l'especulació que el nom de Vilner havia estat deixat sol per aïllar-lo, o per subratllar que fins i tot un comunista es mostrà d'acord amb la declaració.
Quan el periodista Herzl Rosenblum va ser cridat per signar, Ben-Gurion l'indicà que signés sota el nom de Herzl Vardi, el pseudònim, car volia més noms hebreus al document. Tot i que Rosenblum acceptà la petició de Ben-Gurion i legalment modificà el seu nom a Vardi, posteriorment admetria que lamentava no haver signat com a Rosenblum. Diversos signataris més hebraïtzarien posteriorment els seus noms, incloent-hi Meir Argov (Grabovsky), Peretz Bernstein (llavors Fritz Bernstein), Avraham Granot (Granovsky), Avraham Nissan (Katznelson), Moshe Kol (Kolodny), Yehuda Leib Maimon (Fishman), Golda Meïr (Myerson), Pinhas Rosen (Felix Rosenblueth) i Moshe Sharett (Shertok). Altres signataris hi van afegir tocs personals, incloent-hi Saadia Kobashi, que afegiria la frase "HaLevy", en referència a la tribu de Levi.
Després que Moshe Shertok, el darrer dels signataris estampés el seu nom al document, el públic tornà a alçar-se i l'Orquestra Filharmònica d'Israel interpretà la "Hatikvah". Ben-Gurion va finalitzar l'esdeveniment amb les paraules "L'Estat d'Israel ha estat establert! La reunió queda ajornada!".

## Després de la sessió
Després de la declaració, el Moetzet HaAm esdevingué el Consell Provisional de l'Estat, que actuà com a cos legislatiu fins a les primeres eleccions, celebrades el gener de 1949.
Dies després els exèrcits d'Egipte, la Transjordània, Iraq, Líbia, Sudan, Líban i Síria van envair Israel, amenaçant militarment en ocupar tot l'antic territori del Mandat, iniciant la Guerra arabo-israeliana de 1948, coneguda a Israel com la Guerra de la Independència (hebreu: מלחמת העצמאות; transliterat Milhamat HaAtzma'ut). L'11 de juny començà una treva, però els combats es reprengueren el 8 de juliol, aturant-se de nou el 18 de juliol, abans de tornar a mitjan octubre i finalment acabant el 24 de juliol de 1949 amb la signatura de l'acord d'armistici amb Síria. En aquells moments Israel havia aconseguit mantenir la seva independència i incrementà la seva superfície en gairebé un 50%, comparat al Pla de Partició de les Nacions Unides de 1947.
Diversos dels signataris jugarien un paper preeminent a la política israelí després de la independència: Moshe Sharett i Golda serviren com a Primer Ministre, Yitzhak Ben-Zvi seria elegit segon president el 1952; i diversos altres serviren com a ministres. David Remez va ser el primer signatari a traspassar, ja que va morir al maig de 1951; mentre que Meir Vilner, el signatari més jove amb només 29 anys, va ser el més longeu, servint al Knesset fins al 1990 i morint al juny de 2003. Eliyahu Berligne, el signatari més vell amb 82 anys, morí el 1959.
Onze minuts després que se signés la declaració, els Estats Units van reconèixer de facto l'estat d'Israel, seguits pel Sah Mohammad Reza Pahlavi de l'Iran (que havia votat contra el pla de partició de l'ONU), Guatemala, Islàndia, Nicaragua, Romania i Uruguai. La Unió Soviètica va ser el primer país a reconèixer completament de iure Israel, el 17 de maig de 1948, seguida per Polònia, Txecoslovàquia, Iugoslàvia, Irlanda i Sud-àfrica. Els Estats Units van estendre el seu reconeixement oficial després de les primeres eleccions legislatives, tal com Truman havia promès, el 31 de gener de 1949. Israel esdevingué membre de les Nacions Unides l'11 de maig de 1949.

## Estatus a la llei israeliana
La declaració constata que l'Estat d'Israel assegura l'absoluta igualtat de drets polítics i socials a tots els seus habitants, sense que importi la religió, raça o sexe; i garanteix la llibertat de religió, consciència, llengua, educació i cultura. Però la Knesset manté que la declaració no és ni una llei ni un document legal ordinari. El Tribunal Suprem d'Israel ha legislat conforme que les seves garanties són merament principis de guia, i que la declaració no és una llei constitucional que es pugui prendre en una pràctica legal. Cada vegada que una mesura estatutària explícita de la Knesset no deixa espai pel dubte, és acceptada fins i tot quan és inconsistent amb els principis de la Declaració d'Independència.
El 1994 la Knesset esmenà dues lleis bàsiques. La Dignitat Humana i Llibertat i Llibertat d'Ocupació, introduint (entre altres canvis) una declaració afirmant que "els drets humans fonamentals a Israel seran honrats (...) en l'esperit i els principis inclosos a la declaració de l'establiment de l'Estat d'Israel".

## El rotlle
Encara que Ben-Gurion va dir al públic que estava llegint del rotlle de la independència, de fet estava llegint notes manuscrites a causa que en aquells moments l'artista i cal·lígraf Otte Wallish només havia pogut acabar la part final del rotlle (no el va completar tot el document fins al juny). El rotlle, format per tres parts, es conserva als Arxius Nacionals, tot i que actualment està exposat al Museu d'Israel.

## Context i contingut
El document comença traçant una línia directa entre els temps bíblics fins al present:
| « | ERETZ-ISRAEL (en hebreu, la Terra d'Israel, Palestina) va ser el lloc de naixement del poble jueu. Allà es formà la seva identitat espiritual, religiosa i política. Allà per primera vegada va tenir un estat, va crear valors culturals de significat nacional i universal i donà al món l'etern Llibre dels Llibres. | » |

Reconeix l'exili jueu durant els segles, fent menció tant a la fe antiga i a la "política" nova:
| « | Després de ser forçat a l'exili de la seva terra, el poble va mantenir la seva fe durant la seva Diàspora i mai no cessà de pregar i esperar pel seu retorn allà i per la restauració de la seva llibertat política. | » |

Parla sobre el viu desig dels jueus per tornar al seu antic país:
| « | Induït pels seus lligams històrics i tradicionals, els jueus van esforçar-se en cada generació successiva per restablir-se a la seva pàtria ancestral. En dècades recents van tornar-hi massivament. | » |

Descriu l'immigració jueva a Israel en els termes següents:
| « | Pioners... i defensors, van fer florir els deserts, van reviure l'hebreu, van construir pobles i ciutats, i crearen una comunitat pròspera controlant la seva pròpia economia i cultura, estimant la pau però saben com defensar-se, portant les benediccions del progrés a tots els habitants del país, i aspirant cap a la independència nacional. Al 1897, convocat pel pare espiritual de l'Estat Jueu, Theodor Herzl, es reuní el Primer Congrés Sionista i proclamà el dret dels jueus al renaixement nacional en el qual reclamava el seu propi país. Aquest dret va ser recolzat pel govern britànic a la Declaració Balfour del 2 de novembre de 1917 i reafirmada al Mandat de la Societat de Nacions la qual, en particular, sancionà internacionalment la connexió històrica entre els jueus i Palestina i el dret dels jueus a reconstruir la seva Llar Nacional. | » |

L'Holocaust europeu de 1939-45 és part de l'imperatiu pel reassentament de la pàtria:
| « | La catàstrofe que recentment va tenir lloc sobre els jueus –la massacre de milions de jueus a Europa- va ser una altra clara demostració de la urgència de solucionar el problema de la seva falta d'estat restablint a Israel l'Estat Jueu, que obriria les portes de la pàtria a cada jueu i donaria als jueus l'estatus de privilegi de membre de la comunitat de nacions. Els supervivents de l'Holocaust nazi a Europa, i també els jueus d'altres parts del món, continuaren emigrant cap a Israel, impàvids davant les dificultats, restriccions i perills, i mai no deixaren d'afirmar el seu dret a una vida de dignitat, llibertat i amb llaços dignes a la seva pàtria nacional. | » |

El 29 de novembre de 1947, l'Assemblea General de les Nacions Unides passà una resolució recomanant els perfils per a la "Constitució Futura i Govern de Palestina". Recomanà l'establiment d'un govern provisional per a l'Estat Jueu, que podria ser subjecte d'uns certs requeriments i garanties constitucionals. Recomanava als habitants d'Israel de prendre els passos necessaris per a la implementació d'una forma de govern constitucional. Sobre les qüestions de sobirania i autodeterminació:
| « | El 29 de novembre de 1947, l'Assemblea General de les Nacions Unides passà una resolució reclamant l'establiment d'un Estat Jueu a Eretz-Israel; l'Assemblea General reclamà als habitants d'Eretz-Israel a fer les passes necessàries per la seva part per a la implementació d'aquesta resolució. Aquest reconeixement de les Nacions Unides del dret dels jueus a establir el seu propi Estat és irrevocable. Aquest dret és el dret natural dels jueus a ser els amos del seu propi destí, igual que totes les altres nacions, al seu propi estat sobirà. Així, els membres i representants dels jueus de Palestina i del moviment sionista al final del Mandat Britànic, en virtut del seu dret natural i històric i basats en la resolució de les Nacions Unides... per la present declarem l'establiment d'un estat jueu a la terra d'Israel que serà conegut com l'Estat d'Israel. Israel estarà obert a la immigració jueva i a la recollida dels Exilis; promourà el desenvolupament del país pel benefici de tots els seus habitants; es basarà en la llibertat, la justícia i la pau com va ser anunciat pels profetes d'Israel; assegurarà la completa igualtat de drets socials i polítics de tots els seus habitants sense importar la religió, raça o sexe; garantirà la llibertat de religió, consciència, llengua, educació i cultura; salvaguardarà els Llocs Sants de totes les religions; i serà fidel als principis de la Carta de les Nacions Unides | » |

El nou estat prometia que faria les passes necessàries per a la unió econòmica de tot Eretz Israel i afirmava:
| « | Enmig dels atacs llançats contra nosaltres durant mesos demanem als habitants àrabs de l'Estat d'Israel de preservar la pau i participar en el creixement del l'Estat en les bases de la total i igual ciutadania i per la seva representació a totes les institucions provisionals i permanent. Estenem la nostra mà a tots els estats veïns i als seus pobles en una oferta de pau i bon veïnatge, i cridem a establir lligams de cooperació i ajut mutu amb el poble jueu sobirà establert al seu país. L'Estat d'Israel està preparat per fer la seva part en un esforç comú en l'avanç de tot l'Orient Mitjà. | » |

Finalment es fa una crida als jueus de la Diàspora a unir-se als "Jueus Lliures a la seva terra" immigrant i construint i per estar amb ells en la lluita per la realització del seu somni etern, la redempció d'Israel. La Declaració distingeix entre els hebreus a la Terra d'Israel i els jueus de la resta del món.
Conclou amb la frase "MiToh Bitahon BeTzur Yisrael", que pot traduir-se com "Amb fe amb el Déu d'Israel" o, alternativament, "Amb la força d'Israel". Aquest doble significat el document finalitzava de manera satisfactòria per a les faccions religioses i seculars del Yishuv.